# David Hasselhoff
David Michael Hasselhoff, född 17 juli 1952 i Baltimore i Maryland, är en amerikansk skådespelare, sångare, TV-producent och regissör.

## Karriär
Hasselhoff är son till Dolores Therese (ogift Mullinex) och Vincent Hasselhof. Han har fyra systrar. 
David Hasselhoff tog examen på teaterprogrammet vid California Institute of the Arts utanför Los Angeles i början av 1970-talet. Han fick sitt genombrott i såpoperan The Young and the Restless (svensk titel: Makt och begär) där han medverkade 1975–1982. Från 1980 till 1986 var Hasselhoff stjärna i TV-serien Knight Rider där han, tillsammans med sin talande svarta Pontiac Trans Am K.I.T.T., bekämpar brott. Under denna period fick han bland annat mottaga The People’s Choice Award som bästa skådespelare. År 1989 började tv-serien Baywatch sändas med David Hasselhoff i huvudrollen som livräddaren Mitch Buchannon, en roll han behöll till 2000, året innan serien lades ner.
David Hasselhoff har under sin karriär även medverkat i flertal filmer men ingen av dem har blivit någon publiksuccé.
Som sångare har Hasselhoff gett ut tolv album. Singeln Looking for Freedom höll sig på förstaplatsen på den tyska hitlistan i 8 veckor, vilket kan förklaras med att den gavs ut 1989 - året då Berlinmuren föll. Som sångare har David Hasselhoff främst haft framgång i Europa; i USA har hans musik inte mottagits lika varmt.
Mellan 2006 och 2009 var han jurymedlem i America's Got Talent. Under 2011 satt han i juryn till engelska Britain's Got Talent.
Den 24 februari 2014 fick Hasselhoff en egen 10-veckors talkshow, Hasselhoff – en svensk talkshow, i svenska TV3.
År 2015 sjöng Hasselhoff ledmotivet ("True survivor") till den svenskproducerade filmen Kung Fury.

## Privatliv
Hasselhoff var gift med skådespelaren Catherine Hickland 1984–1989 och därefter fram till 2006 med Pamela Bach, även hon är skådespelare. Bach och Hasselhoff har två döttrar. Nu är han gift med Sipan Atrushi.
År 2006 gav han ut en självbiografi med titeln Making Waves.
I november 2015 meddelade Hasselhoff att han bytt efternamn till David Hoff vilket senare visade sig vara del i en marknadsföringskampanj.

## Filmografi (urval)

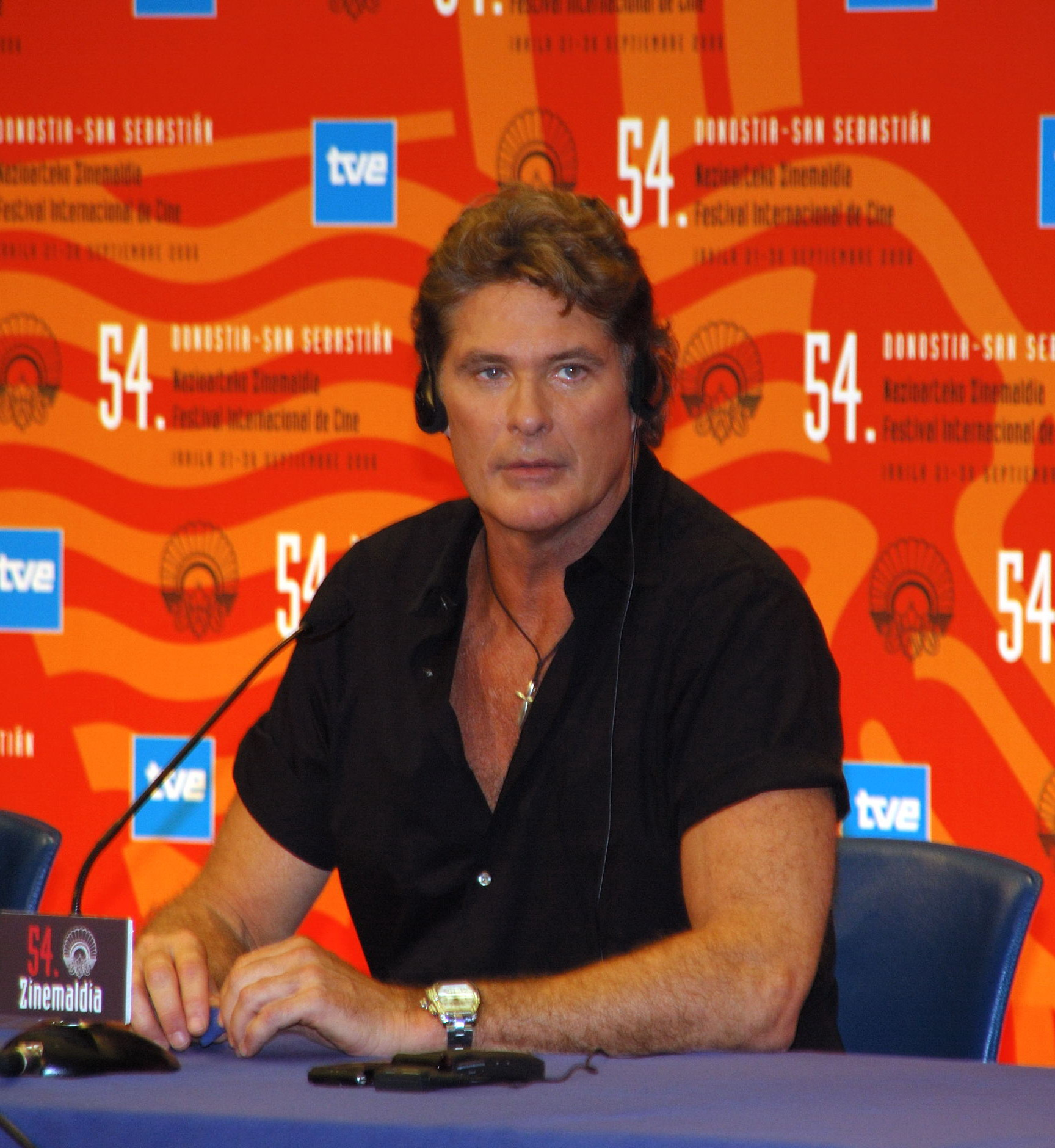
David Hasselhoff, 2005.

- 1975–1982 – The Young and the Restless (TV-serie) (även 2010)
- 1978 – Starcrash - stjärnornas duell
- 1982–1986 – Knight Rider (TV-serie spelade Michael Knight)
- 1988 – Witchery
- 1989–2000 – Baywatch (TV-serie)
- 1990 – I en hämnares ögon
- 1991 – Knight Rider 2000 (TV-film)
- 1995–1997 – Baywatch Nights (TV-serie)
- 1998 – Legacy
- 2001 – Layover
- 2003 – Baywatch: Hawaiian Wedding (TV-film)
- 2004 – Svampbob Fyrkant - Filmen
- 2004 – Dodgeball
- 2006 – Click
- 2008 – Knight Rider (TV-film)
- 2008 – Command & Conquer: Red Alert 3 (datorspel)
- 2012 – Piranha 3DD
- 2015 – Kung Fury (TV-film)
- 2015 – Sharknado 3: Oh Hell No!
- 2016 – Sharknado: The 4th Awakens
- 2017 – Guardians of the Galaxy Vol. 2
- 2017 – Baywatch

## Diskografi

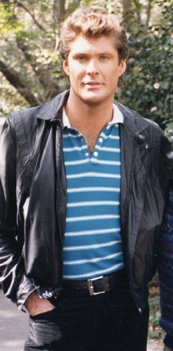
David Hasselhoff, 1986.

### Album
- (1985) Night Rocker
- (1987) Lovin' Feelings
- (1989) Knight Lover (Schweiz #17)
- (1989) Looking for Freedom (Västtyskland #1, Schweiz #3)
- (1990) Crazy for You (Schweiz #1)
- (1991) David (Tyskland #12, Schweiz #7)
- (1992) Everybody Sunshine (Tyskland #21, Schweiz #17)
- (1993) You are Everything (Tyskland #20, Schweiz #27)
- (1994) Du (Tyskland #43, #41 Schweiz)
- (1995) Looking for … the Best
- (1995) David Hasselhoff (USA Billboard New Artists #2)
- (1997) Hooked on a Feeling (Schweiz #41)
- (2000) Magic Collection

### Singlar
- (1989) "Our First Night Together" (Schweiz #14)
- (1989) "Looking for Freedom" (Västtyskland #1, #1 Schweiz, Österrike #1, #22 Nederländerna)
- (1989) "Is Everybody Happy?" (Västtyskland #14, #8 Schweiz)
- (1990) "Crazy for You" (Västtyskland/Tyskland #18, Schweiz #21)
- (1991) "Do the Limbo Dance" (Tyskland #12, Schweiz #19)
- (1992) "Everybody Sunshine" (Schweiz #27)
- (1993) "Wir zwei allein" (duett med Gwen) (Tyskland #9, Schweiz #10)
- (2004) "David Hasselhoff Sings America" (Tyskland #27, Österrike #11)
- (2004) "The Night Before Christmas"
- (2005) "David Hasselhoff Sings America Gold Edition"
- (2005) "Do the Limbo Dance" (remix av DJ Ostkurve) (Tyskland #2)
- (2006) "Jump in My Car" (Australien #50)
- (2015) "True survivor" (från Kung Fury: Original Motion Picture Soundtrack)